# Libro della preghiera comune
Il Libro della preghiera comune (in inglese Book of Common Prayer, dove common ha il significato di "comunitario") è il libro liturgico, nonché testo di riferimento dottrinale  della Chiesa d'Inghilterra e delle altre chiese aderenti alla Comunione anglicana. Le chiese di tradizione anglicana, infatti, diversamente dalle altre confessioni cristiane, non hanno storicamente ritenuto opportuno, per l'uniformità della pratica religiosa, la stesura di un catechismo o di un ordinamento dottrinale sistematico (una confessione di fede, a parte i sintetici 39 articoli), bensì la liturgia nella sua concretezza. Perciò, nonostante le tre correnti della comunione anglicana (High Church, Low Church e Broad Church) abbiano vedute diverse sulla teologia e sull'etica, nessuno contesta il Libro della preghiera comune; persino gli esponenti filo-cattolici del movimento di Oxford ("trattariani") non solo lo accettavano, ma addirittura lo esaltavano, come pure gli anglocattolici attuali.
Dopo le edizioni promulgate da Edoardo VI (1549 e 1552) ed Elisabetta I (1559), la versione attualmente in uso è quella risalente a Carlo II nel 1662; da allora è stato emendato, ma non cambiato nella sua forma sostanziale. Oggi però non è l'unico sussidio disponibile per l'animazione delle celebrazioni anglicane: infatti, dopo una sperimentazione iniziata nel 1980, è entrato in uso il Common Worship, ovvero una raccolta di schemi di celebrazione più attuali e soprattutto appropriate ad offrire una varietà celebrativa alle diversità, molto pronunciate, delle varie chiese e comunità (quindi una sorta di "devoluzione" liturgica).

## Storia

### Prima edizione (1549)
Il libro della preghiera comune venne formalmente promulgato da re Edoardo nel 1549 com'era stato sostanzialmente scritto dall'arcivescovo Thomas Cranmer. Esso conteneva, "spogliato da ogni superstizione" (come dalla stessa prefazione suggerito) "la liturgia della Chiesa d'Inghilterra riguardo alla preghiera del mattino e della sera, della santa comunione, e dei sacramenti". In questa prima edizione esso portava il nome di "libro della Preghiera Pubblica". Questo cambiamento è alquanto impopolare, specialmente nelle aree ancora fortemente cattoliche, come il Devon e la Cornovaglia. L'imposizione del libro della preghiera comune viene percepita come un attacco alla Chiesa locale, che, anche a causa delle precarie condizioni economiche, porta a un'esplosione di rabbia in quelle regioni. La ribellione che ne segue è nota come Rivolta del Prayer Book. L'insurrezione viene soppressa da Edward Seymour, Primo Duca di Somerset e Lord Protettore del giovane sovrano Edoardo VI, il quale invia un esercito comandato da Lord John Russell a sedare gli insorti.

### L'insurrezione occidentale
Il 9 giugno 1549, il re bambino Edoardo VI e l'arcivescovo di Canterbury Cranmer, suo influente consigliere, promulgarono l'entrata in vigore della Messa protestante, o servizio di comunione, che doveva sostituire i testi liturgici cattolici latini (Messale, Breviario, Rituale e Pontificale). 
La riforma liturgica prevedeva pena severe per i trasgressori e destò l'insurrezione occidentale (the western rising) fra i cattolici della Cornovaglia e del Devon rimasti fedeli alla tradizione dei loro padri. Dopo un tentativo di mediazione, Cranmer organizzò un esercito per reprimere la rivolta, conclusasi con diverse migliaia di morti, l'impiccagione e lo squartamento dei leader il 27 gennaio 1550.

### Seconda edizione (1552)
Nel 1552 il libro viene modificato ed integrato con l'influsso del riformatore italiano Pietro Martire Vermigli (dal 1548 regius professor di teologia all'università di Oxford), che già era stato determinante nel pensiero di Thomas Cranmer. È tramite Vermigli che viene introdotta nel Libro della preghiera comune la teologia di Ulrico Zwingli.

### Terza edizione (1559)
La regina Elisabetta I (succeduta al regno della cattolica regina Maria la Cattolica) appoggia nuovamente il Libro della preghiera comune, fa approvare l'"Atto di supremazia" e l'Atto di Uniformità e nel 1562 promulga i 39 articoli della fede, nominandosi supremo governatore della chiesa anglicana. La regina Elisabetta I mantiene un equilibrio tra il cattolicesimo ed il protestantesimo (anche se formalmente si riteneva protestante) fondando le basi della cosiddetta "via media" anglicana.

### La Guerra Civile
I puritani, ovvero coloro che sostenevano la necessità di una radicale trasformazione della chiesa d'Inghilterra in comunità protestante, dichiarano guerra aperta al Libro della preghiera comune, contestandone nello specifico l'uso di cerimonie veterocattoliche e il mantenimento della struttura episcopale. Dopo avere fatto condannare a morte il re Carlo I (1625 - 1649) fanno approvare la "Confessione di fede di Westminster" nella quale intendono definire dottrinalmente e univocamente la chiesa anglicana come calvinista e presbiteriana.

### Quarta edizione (1662)
Carlo II approva in maniera definitiva il Libro della preghiera comune e lo sostiene. Da quel momento nessuno lo mette più in discussione apertamente, ma ognuno tenta di trovare il suo posto all'interno dell'ampia e tollerante "via media" anglicana.

### Sviluppi recenti
Nonostante il libro della preghiera sia ancora la fonte liturgica più usata dalla comunione anglicana, dal 1980 è possibile utilizzare un sussidio chiamato Common Worship nel quale è stata raccolta un'ampia scelta di altre forme liturgiche tese ad ampliare l'essenzialità nel Libro della preghiera comune e con l'intenzione di renderlo più ecumenico meglio soddisfacendo le varie tendenze presenti nella Chiesa anglicana.
Giovanni Paolo II ha concesso l'uso del Libro della preghiera comune all'interno del cattolicesimo per quelle comunità che hanno abbandonato la comunione anglicana rientrando nella Chiesa cattolica (per esempio per dissenso in merito all'ordinazione sacerdotale delle donne).

## Struttura
Il frontespizio dell'ultima edizione emendata (1968) recita così: 
(Frontespizio dell'edizione del 1968 del THE BOOK OF COMMON PRAYER)
Il libro contiene:
1. una prefazione
  - introduzione
  - tabelle dei giorni liturgici
  - emendamenti vari.
2. l'ordine della preghiera comune del mattino e della sera
  - confessione generale
  - versetti iniziali
  - i salmi del giorno (distribuiti in modo da poterli leggere tutti nell'arco di un mese)
  - la prima lettura dall'antico testamento
  - il Magnificat, il Te Deum o un salmo invitatorio
  - la seconda lettura dal Nuovo Testamento.
  - il Nunc dimittis o il Benedictus
  - il credo apostolico
  - il Padre Nostro
  - le invocazioni
  - le tre collette
  - l'anthem
3. la litania o supplica generale
4. il vangelo, le letture e le collette per i giorni festivi
5. l'ordine della santa comunione
  - saluto
  - i Dieci Comandamenti
  - la colletta
  - la lettura ed il vangelo
  - il credo niceno-costantinopolitano.
  - l'offertorio
  - il prefazio e la preghiera eucaristica
  - la santa comunione
  - l'inno "gloria a Dio"
  - il saluto e la benedizione
6. il pubblico battesimo dei bambini
7. il battesimo privato dei bambini in casa
8. il battesimo degli adulti
9. un catechismo, "ovvero un'istruzione che deve essere imparata da ogni persona prima che sia portata ad essere confermata dal vescovo"
10. l'ordine della confermazione
11. la solennizzazione del matrimonio
12. la visita del malato
13. la comunione del malato
14. il ringraziamento della donna dopo il parto, chiamato comunemente the churching of women
15. a commination o denuncia dell'ira di Dio contro i peccatori
16. i salmi di Davide giorno per giorno (citati con il nome latino)
17. appendice 1: forme di preghiere usate sul mare
18. ordinale di Edoardo: la forma e la maniera di creare, ordinare e consacrare vescovi, preti e diaconi secondo l'ordine della chiesa di Inghilterra
NB.: questo ordinale è considerato con i 39 articoli una fonte della dottrina anglicana, a causa delle affermazioni che fa sui doveri catechistici del clero.
  - la prefazione
  - creazione dei diaconi
  - ordinazione dei preti
  - consacrazione dei vescovi.
19. forme di preghiere (introdotte dalla regina Elisabetta II per commemorare il giorno dell'insediamento in trono)
  - I e II forma
  - Royal Warrant
20. ARTICOLI condivisi dagli arcivescovi e dai vescovi di entrambe le province e dall'intero clero nella convocazione tenuta a Londra nell'anno 1562 per il superamento delle diversità di opinioni e per lo stabilimento del consenso riguardo alla vera religione.- Ristampato per ordine di sua maestà re Carlo I con la sua dichiarazione qui riportata.
  - dichiarazione di Carlo I
  - testo dei 39 articoli
  - la ratifica: "questo libro di articoli prima revocato, è di nuovo approvato e può essere possedeuto e praticato nel regno, con l'assenso ed il consenso della nostra sovrana lady Elisabetta, per grazia di Dio di Inghilterra, Francia, e Irlanda, regina, difensore della fede e supremo governatore della Chiesa i quali articoli sono stati deliberatamente letti, e confermati ancora dalla promulgazione delle mani degli arcivescovi e vescovi della camera alta e dall'accettazione dei tutto il clero della Camera Bassa nella loro convocazione, nell'anno del Signore 1571.
21. una tabella nella quale si vieta il matrimonio tra i gradi di parentela ivi segnalati.

## Analisi
Da un punto di vista formale, il Libro della preghiera comune ha l'incontestabile merito di aver prodotto una liturgia sicuramente semplice, ma allo stesso tempo suggestiva, specialmente per l'uso di una lingua di grande livello letterario, dovuta all'arcivescovo Thomas Cranmer, che suona profondamente biblica grazie agli abbondantissimi riferimenti alla Parola di Dio. Inoltre l'intelligente accento sulla "spiritualità del giusto", piuttosto che sulla "polemica teologica" è stata una lungimirante intuizione che alla lunga è riuscita a convincere gli anglicani, non solo ad usarlo volentieri ma anche ad affezionarvisi. Qualche studioso ha definito spregiudicatamente il libro un camaleonte, per la sua straordinaria capacità di sembrare protestante e cattolico a seconda dei punti di vista.
L'influsso protestante inoltre ha portato ad una semplificazione del patrimonio liturgico in gran parte proveniente dal cattolicesimo anglicano medioevale: alla semplicità e all'uniformità venne sacrificata la varietà.
A pagarne il fio è stato soprattutto il latino, visto da una parte come lingua "non compresa dal popolo" (art. XXVI), dall'altra vittima di un forte, generale pregiudizio contro il cattolicesimo romano.
Negli scorsi decenni viene suscitate una polemica, in gran parte sostenuta degli evangelici della Low Church, riguardo all'uso di una lingua non più adatta ai tempi; tuttavia questa non ha portato all'abolizione del libro ma piuttosto all'uscita di un altro sussidio (Common Worship) che aiutasse la preghiera, soluzione della quale ha sicuramente beneficiato anche l'ala anglocattolica per le sue celebrazioni. Nonostante la sua ufficialità, oggi il Libro della preghiera comune è praticamente scomparso dall'uso e dai banchi di gran parte delle comunità anglicane di tendenza evangelicale ed il culto viene portato avanti nel modo estemporaneo e informale tipico delle chiese evangeliche libere. Tracce della vecchia liturgia possono essere trovate solo nella confessione di peccato all'inizio del culto e nella celebrazione dei sacramenti.
Riguardo al canto ed al luogo delle celebrazioni tradizionali, strettamente legati fra di loro, il canto dell'Evensong (vespro, preghiera della sera) viene eseguito dal coro, che secondo un'intatta tradizione della chiesa primitiva e medioevale, si divide in due semicori seguendo la pratica antifonale, non come nella riforma cattolica in uno spazio del presbiterio, ma come era in origine, in mezzo alla navata, in uno spazio apposito (Quire) dove si svolge questo tipo di celebrazioni. Il livello artistico dei musicisti è quasi sempre eccellente.

## Versioni italiane
Il Libro della preghiera comune ha conosciuto nel corso dei secoli fino a tutt'oggi anche numerose versioni italiane.

## Versione latina
Il Libro della preghiera comune attraverso la sua storia, è stato pure tradotto in latino. Sebbene la cosa possa sembrare curiosa, questa traduzione non è stata prodotta per scopi liturgici, ma per permetterne la migliore comprensione a coloro che non parlano inglese e lo vogliono studiare. Si era infatti pensato al clero irlandese che non conosceva l'inglese dato che una versione nel gaelico dell'Irlanda compare solo nel 1608. La versione latina è stata pure usata nelle università. La versione del 1549 è tradotta in latino nel 1551 e quella elisabettiana nel 1560. È poi seguita dalla versione di Thomas Parcell del 1713 e quella di John Carey nel 1821, e finalmente da quella di William Bright e Peter Medd nel 1865.